# 東柳町 (名古屋市)
東柳町（ひがしやなぎまち）は、愛知県名古屋市中村区の地名。

## 歴史

### 町名の由来
柳街道に由来する。

### 沿革
- 1878年（明治11年）12月28日 - 広井村（中広井町）の一部により、名古屋区東柳町が成立[3]。
- 1889年（明治22年）10月1日 - 名古屋市成立により、同市東柳町となる[3]。
- 1908年（明治41年）4月1日 - 西区編入により、同区東柳町となる[3]。
- 1937年（昭和12年）10月1日 - 西区東柳町の一部が中区に編入され、同区東柳町が成立[3]。
- 1938年（昭和13年）9月1日 - 中区東柳町が同区広小路西通に編入され消滅[3]。
- 1944年（昭和19年）2月11日 - 西区東柳町が中村区に編入され、同区東柳町となる[3]。
- 1977年（昭和52年）10月23日 - 中村区東柳町の一部が名駅四丁目・名駅五丁目にそれぞれ編入される[4]。
- 1981年（昭和56年）6月7日 - 中村区東柳町の全域が名駅南一丁目に編入され消滅[3]。

## 出身・ゆかりのある人物
- 石原平左衛門（かぢ平、銅鉄金物卸商[5]、愛知県多額納税者[6]）